# Гюйе, Николя Филипп
Гюйе, Камиль (фр. Guye, Nicolas Philippe Camille), (1 мая 1773, Лон-ле-Сонье, департамент Юра — 15 июля 1845, Сен-Дье-де-Вож, департамент Вогезы) — французский военный деятель времён правления Наполеона I, наполеоновский генерал.
По национальности итальянец.

## Карьера
- Капитан-квартирмейстер 1-го батальона «Корсиканских егерей» (1803).
- Капитан-квартирмейстер, майор и временный командир «Корсиканского Легиона».
- Адъютант короля. Лейтенант-полковник генерального штаба.
- Командор Ордена Обеих Сицилий (1808).
- Сопровождал Жозефа в Испанию (1808), способствуя становлению Жозефа испанским королём Хосе (точнее, Иосифом I Наполеоном).
- Полковник испанского 1-го полка лёгкой пехоты.
- Полковник Вольтижёров Испанской Королевской гвардии.
- Губернатор Севильи, Гвадалахары.
- Награждён Орденом Почётного легиона (командор).
- Ранен в битве при Сен-Марсиале (1813).
- Принят на французскую службу в чине бригадного генерала. Получил ранение в битве при Ватерлоо (1815).
- Увольнение из армии 26 января 1825 года.

По окончании действительной военной службы в эпоху Реставрации Бурбонов стал директором Военной школы во Флеше (1830).